# 润州 (隋朝)
润州，中国古代的州。
隋朝开皇十五年（595年）置。治所在延陵县（唐改丹徒县，今江苏省镇江市）。以州东有润浦得名。大业初年废。
唐朝武德三年（620年），以江都郡之延陵县地复置。土贡：衫罗，水纹、方纹、鱼口、绣叶、花纹等绫，火麻布，竹根，黄粟，伏牛山铜器，鲟，鲊。户十万二千二十三，口六十六万二千七百六。下领四县：丹徒县、丹阳县、延陵县、金坛县。辖境相当今江苏省南京、镇江、丹阳、句容、金坛、江宁等市县地。武德九年（626年），白下、延陵、句容等三地改隸屬潤州。
唐朝天宝元年（742年），改为丹阳郡。乾元元年（758年），复名润州。
北宋政和三年（1113年）升为镇江府。地当江南运河入江之口，为南北交通枢纽。
| 唐朝润州辖县 | 唐朝润州辖县                                                 |
| ------------ | ------------------------------------------------------------ |
| 620年        | 丹徒县                                                       |
| 624年        | 丹徒县（曲阿县来属）                                         |
| 626年        | 丹徒县、曲阿县（白下县、句容县、延陵县来属）                 |
| 633年        | 丹徒县、曲阿县、白下县、句容县、延陵县                       |
| 635年        | 丹徒县、曲阿县、白下县（改名江宁县）、句容县、延陵县         |
| 686年        | 丹徒县、曲阿县、江宁县、句容县、延陵县（重设金山县）         |
| 688年        | 丹徒县、曲阿县、江宁县、句容县、延陵县、金山县（改名金坛县） |
| 742年        | 丹徒县、曲阿县（改为丹阳县）、江宁县、句容县、延陵县、金坛县 |
| 757年        | 丹徒县、丹阳县、延陵县、金坛县（江宁县、句容县改属江宁郡）   |
| 762年        | 丹徒县、丹阳县、延陵县、金坛县（上元县、句容县来属）         |
| 887年        | 丹徒县、丹阳县、延陵县、金坛县（上元县、句容县改属昇州）     |

## 刺史
| 唐朝润州刺史 - 辛君昌（634年） - 李厚德（635年） - 李玄乂（贞观年间） - 窦志寂（永徽年间） - 卢承庆（659年） - 乔师望（咸亨年间） - 权知节（唐高宗时） - 王守真（唐高宗后期） - 崔承福（683年） - 李思文（684年） - 李宗臣（684年） - 杨玄节（685年） - 薛宝积（垂拱年间） - 窦孝谌（693年之前） - 王美畅（698年） - 张楷（武周时） - 来敬业（武周时） - 卢朗（武周时） - 毕构（705年—710年） - 韦铣（710年—713年） - 杨令深（开元初年） - 李濬（716年） - 李峻（开元年间） - 陆象先（718年） - 赵升卿（720年） - 卢徽远（开元前期） - 崔操（开元前期） - 邵升（开元年间） - 孙济（开元年间） - 唐若山（开元年间） - 王琚（731年） - 刘日正（734年） - 齐浣（737年—738年） - 徐峤（开元末年） - 丹阳郡太守 | - 司空袭礼（757年—760年） - 韦儇（760年—761年） - 许峄（760年） - 张休（761年） - 李岘（上元年间—762年） - 郑代（唐肃宗时） - 崔某（唐肃宗时） - 韦元甫（762年—764年） - 韩贲（764年—765年） - 韦损（765年—770年） - 樊晃（770年—771年） - 萧定（777年—779年） - 裴某（大历末年） - 马炫（建中初年） - 韩滉（781年—787年） - 白志贞（787年） - 王纬（787年—798年） - 李若初（798年—799年） - 李锜（799年—807年） - 李元素（807年—808年） - 韩皋（808年—810年） - 薛苹（810年—815年） - 李翛（816年—819年） - 窦易直（819年—822年） - 李德裕（822年—829年） - 丁公著（829年—832年） - 王璠（832年—834年） - 李德裕（834年—835年） - 贾餗（835年，未任） - 路随（835年，未任） - 崔郾（835年—836年） - 李德裕（836年—837年） - 卢商（837年—841年） - 卢简辞（841年—845年） - 李景让（846年—847年） - 郑朗（847年—851年） - 敬晦（851年—853年） | - 崔瑶（853年—855年） - 崔慎由（855年—856年） - 萧寘（856年—858年） - 李琢（858年—859年） - 郑处晦（859年—861年） - 卢耽（861年—862年） - 杜审权（863年—869年） - 曹确（870年—874年） - 赵隐（874年—876年） - 裴璩（876年—878年） - 高骈（878年—879年） - 周宝（879年—887年） - 薛朗（887年） - 赵犨（888年—889年，遥领） - 阮结（888年—889年） - 成及（889年） - 李顺节（889年—892年，遥领） - 刘崇口（大顺年间） - 安仁义（892年—905年） - 李鋋（893年，未任） - 钱镠（893年—907年，兼领） - 王茂章（905年） - 李德诚（905年—907年） - 刘子长 - 刘颖秀 |

### 引用
1. ↑  北宋歐陽脩、宋祁、范鎮、呂夏卿等合撰《新唐書》卷四十一‧志第三十一‧地理五·昇州江寧郡：「武德三年以江甯、溧水二縣置揚州，析置丹楊、溧陽、安業三縣，更江寧曰歸化。七年平輔公祏，更名蔣州。八年，復為揚州，又以延陵、句容隸之，省安業入歸化，更歸化曰金陵。九年州廢，都督徙治江都，更名金陵曰白下，以白下、延陵、句容隸潤州，丹楊、溧水、溧陽隸宣州。貞觀九年更白下曰江甯，肅宗上元二年又更名。」
2. ↑  今江苏省南京市鼓楼区下关街道
3. ↑  今江苏省丹阳市延陵镇
4. ↑  改治今江苏省南京市玄武区
5. ↑  今江苏省常州市金坛区